# Tumlin-Osowa
Tumlin-Osowa – wieś w Polsce położona w województwie świętokrzyskim, w powiecie kieleckim, w gminie Zagnańsk.
W latach 1975–1998 miejscowość należała administracyjnie do województwa kieleckiego.
Przez miejscowość przebiega droga wojewódzka nr 750.
W Tumlinie działa klub piłki nożnej, LKS Skała Tumlin, założony w 1950 roku.